# Dwynwen
Dwynwen ou sainte Dwynwen est une sainte galloise décédée en 460.
Elle est, d'après la tradition, l'une des 24 filles de Brychan, roi de Brycheiniog. Au Moyen Âge, l'île de Llanddwy, au bord de la Menai et au large d'Anglesey, était liée au culte de la sainte ; une petite église médiévale, dédiée à Dwynwen, y est située.
Elle est devenue la sainte patronne des amoureux au Pays de Galles ; aussi sa fête, le 25 janvier, y est l'équivalent de ce que représente la Saint-Valentin dans de nombreux pays. 
Elle est aussi connue en Bretagne, où elle est nommée Douenwenn. A Plouha, elle était appelée  Santez Twina ar Mor, et célébrée au pardon du 16  Mai. A Saint-Malo elle est appelée Sainte Ouine où la foire  de Février porte son nom.